# Đội tuyển bóng đá bãi biển quốc gia Bồ Đào Nha
Đội tuyển bóng đá bãi biển quốc gia Bồ Đào Nha đại diện Bồ Đào Nha ở các giải thi đấu bóng đá bãi biển quốc tế, và được điều hành bởi Liên đoàn bóng đá Bồ Đào Nha (FPF), tổ chức quản lý bóng đá Bồ Đào Nha. Đội bóng đã tham 15 trong 18 mùa giải của Giải vô địch bóng đá bãi biển thế giới (tổ chức bởi FIFA từ năm 2005), và thành tích tốt nhất là 3 lần vô địch năm 2001 (Rio de Janeiro, Brasil), 2015 (Espinho, Bồ Đào Nha) và 2019 (Luque, Paraguay). Cùng với Brasil, Bồ Đào Nha là đội bóng duy nhất vô địch thế giới trước và sau khi FIFA thừa nhận tổ chức bóng đá bãi biển trên toàn thế giới.

## Đội hình hiện tại
Tính đến 19 tháng 7 năm 2015
Ghi chú: Quốc kỳ chỉ đội tuyển quốc gia được xác định rõ trong điều lệ tư cách FIFA. Các cầu thủ có thể giữ hơn một quốc tịch ngoài FIFA.
| Số | VT | Quốc gia   | Cầu thủ       |
| -- | -- | ---------- | ------------- |
| 1  | TM | Bồ Đào Nha | Tiago Petrony |
| 2  | HV | Bồ Đào Nha | Rui Coimbra   |
| 3  | HV | Bồ Đào Nha | Léo Martins   |
| 4  | HV | Bồ Đào Nha | Bruno Torres  |
| 5  | TV | Bồ Đào Nha | Jordan Santos |
| 6  | HV | Bồ Đào Nha | Alan          |

| Số | VT | Quốc gia   | Cầu thủ             |
| -- | -- | ---------- | ------------------- |
| 7  | TV | Bồ Đào Nha | Madjer (đội trưởng) |
| 8  | TV | Bồ Đào Nha | Zé Maria            |
| 9  | TĐ | Bồ Đào Nha | Bruno Novo          |
| 10 | TĐ | Bồ Đào Nha | Belchior            |
| 11 | HV | Bồ Đào Nha | Bê Martins          |
| 12 | TM | Bồ Đào Nha | Elinton Andrade     |

Huấn luyện viên: Mário Narciso
Trợ lý huấn luyện viên: Luís Bilro, Tiago Reis

## Cầu thủ đáng chú ý
2007
- José Miguel Mateus a.k.a. Zé Miguel (GK)
- Bruno Manuel de Jesus M. Silva a.k.a. Bruno (GK)
- Ricardo António da Silva Ferreira a.k.a. Loja (FW)
- David Miguel Rodrigues a.k.a. David (FW)
- Hernâni Madruga Neves a.k.a. Hernâni (DF) (1998–2008)

## Thành tích
| Giải vô địch bóng đá bãi biển thế giới Vô địch (2): 2015, 2019 Á quân (1): 2005 Hạng ba (3): 2008, 2009, 2011 Hạng tư (1): 2006 | Giải vô địch bóng đá bãi biển thế giới Vô địch (1): 2001 Á quân (2): 1999, 2002 Hạng ba (2): 2003, 2004 |

| Giải vô địch bóng đá bãi biển châu Âu Vô địch (5): 2002, 2007, 2008, 2010, 2015 Á quân (8): 2000, 2001, 2004, 2005, 2006, 2009, 2013, 2016 Hạng ba (5): 1998, 1999, 2003, 2011, 2014 | Giải vô địch bóng đá bãi biển châu Âu Vô địch (7): 1998, 2001, 2002, 2003, 2004, 2006, 2016 Á quân (3): 1999, 2010, 2012 Hạng ba (3): 2005, 2007, 2009 |

| Mundialito Vô địch (6): 2003, 2008, 2009, 2012, 2014, 2018 Á quân (12): 1999, 2000, 2001, 2002, 2005, 2006, 2007, 2010, 2011, 2013, 2016, 2017 Hạng tư (3): 1997, 1998, 2004 | Copa Latina Vô địch (1): 2000 Á quân (5): 1998, 1999, 2001, 2002, 2003 Hạng ba (1): 2005 |

## Thành tích Giải vô địch bóng đá bãi biển thế giới
| Năm       | Vòng                     | P                        | G                        | T                        | WE                       | WP                       | B                        | BT                       | BB                       | HS                       |
| --------- | ------------------------ | ------------------------ | ------------------------ | ------------------------ | ------------------------ | ------------------------ | ------------------------ | ------------------------ | ------------------------ | ------------------------ |
| 2005      | Á quân                   | thứ 2                    | 5                        | 3                        | 0                        | 1                        | 1                        | 27                       | 15                       | +12                      |
| 2006      | Hạng tư                  | thứ 4                    | 6                        | 4                        | 0                        | 0                        | 2                        | 43                       | 24                       | +19                      |
| 2007      | Tứ kết                   | thứ 8                    | 4                        | 0                        | 1                        | 1                        | 2                        | 18                       | 22                       | −4                       |
| 2008      | Hạng ba                  | 3rd                      | 6                        | 4                        | 1                        | 0                        | 1                        | 41                       | 22                       | +19                      |
| 2009      | Hạng ba                  | 3rd                      | 6                        | 4                        | 0                        | 0                        | 2                        | 32                       | 24                       | +8                       |
| 2011      | Hạng ba                  | 3rd                      | 6                        | 4                        | 0                        | 1                        | 1                        | 33                       | 12                       | +21                      |
| 2013      | Không vượt qua vòng loại | Không vượt qua vòng loại | Không vượt qua vòng loại | Không vượt qua vòng loại | Không vượt qua vòng loại | Không vượt qua vòng loại | Không vượt qua vòng loại | Không vượt qua vòng loại | Không vượt qua vòng loại | Không vượt qua vòng loại |
| 2015      | Vô địch                  | 1st                      | 6                        | 5                        | 0                        | 0                        | 1                        | 32                       | 18                       | +14                      |
| 2017      | Tứ kết                   | thứ 8                    | 4                        | 1                        | 1                        | 0                        | 2                        | 15                       | 10                       | +5                       |
| Tổng cộng | Tổng cộng                | 8/9                      | 43                       | 25                       | 3                        | 3                        | 12                       | 241                      | 147                      | +94                      |

## Vòng loại giải vô địch bóng đá bãi biển thế giới khu vực châu Âu
| Thành tích Vòng loại giải vô địch bóng đá bãi biển thế giới | Thành tích Vòng loại giải vô địch bóng đá bãi biển thế giới | Thành tích Vòng loại giải vô địch bóng đá bãi biển thế giới | Thành tích Vòng loại giải vô địch bóng đá bãi biển thế giới | Thành tích Vòng loại giải vô địch bóng đá bãi biển thế giới | Thành tích Vòng loại giải vô địch bóng đá bãi biển thế giới | Thành tích Vòng loại giải vô địch bóng đá bãi biển thế giới | Thành tích Vòng loại giải vô địch bóng đá bãi biển thế giới | Thành tích Vòng loại giải vô địch bóng đá bãi biển thế giới | Thành tích Vòng loại giải vô địch bóng đá bãi biển thế giới | Thành tích Vòng loại giải vô địch bóng đá bãi biển thế giới |
| Năm                                                         | Vòng                                                        | St                                                          | W                                                           | WE                                                          | WP                                                          | B                                                           | BT                                                          | BB                                                          | HS                                                          | Đ                                                           |
| ----------------------------------------------------------- | ----------------------------------------------------------- | ----------------------------------------------------------- | ----------------------------------------------------------- | ----------------------------------------------------------- | ----------------------------------------------------------- | ----------------------------------------------------------- | ----------------------------------------------------------- | ----------------------------------------------------------- | ----------------------------------------------------------- | ----------------------------------------------------------- |
| 2008                                                        | -                                                           | 7                                                           | 6                                                           | 0                                                           | 0                                                           | 1                                                           | 47                                                          | 12                                                          | +35                                                         | 18                                                          |
| 2009                                                        | -                                                           | 7                                                           | 5                                                           | 0                                                           | 0                                                           | 2                                                           | 47                                                          | 29                                                          | +18                                                         | 15                                                          |
| 2011                                                        | -                                                           | 7                                                           | 5                                                           | 0                                                           | 1                                                           | 1                                                           | 37                                                          | 25                                                          | +12                                                         | 15                                                          |
| 2013                                                        | -                                                           | 4                                                           | 2                                                           | 0                                                           | 0                                                           | 2                                                           | 21                                                          | 9                                                           | +12                                                         | 6                                                           |
| 2015                                                        | -                                                           | -                                                           | -                                                           | -                                                           | -                                                           | -                                                           | -                                                           | -                                                           | -                                                           | -                                                           |
| 2017                                                        | -                                                           | 8                                                           | 7                                                           | 0                                                           | 0                                                           | 1                                                           | 61                                                          | 14                                                          | +37                                                         | 21                                                          |
| Tổng cộng                                                   | 5/6                                                         | 33                                                          | 25                                                          | 0                                                           | 1                                                           | 7                                                           | 213                                                         | 89                                                          | +124                                                        | 76                                                          |